# Adelaido Camaití
Adelaido Camaití ist ein ehemaliger uruguayischer Fußballspieler.

## Spielerkarriere

### Verein
Offensivakteur Camaití, der auf der Position des Linksaußen zum Einsatz kam, gehörte von 1935 bis 1944 dem Kader des Club Atlético Peñarol in der Primera División an. In den Jahren 1935, 1936, 1937, 1938 und 1944 gewann sein Verein die Uruguayische Meisterschaft. Bis einschließlich des Jahres 1940 war er Stammspieler. In den beiden Folgejahren besetzten Antonio Núñez bzw. Amador Regueiro „seine“ Linksaußenposition. In den Jahren 1943 und 1944 teilte er sich die Einsatzzeiten mit Raúl Emeal bzw. Ernesto Vidal. 1936 war er hinter Severino Varela (13 Tore) und gleichauf mit Segundo Villadónica mit zwölf erzielten Treffern zweiterfolgreichster Torschütze des Klubs.

### Nationalmannschaft
Camaití war Mitglied der A-Nationalmannschaft Uruguays, für die er zwischen dem 2. Januar 1937 und dem 18. Juli 1940 14 Länderspiele absolvierte. Dabei erzielte er zwei Länderspieltore. Er gehörte dem Aufgebot Uruguays bei den Südamerikameisterschaften 1937 und 1939 an. Zudem nahm er mit Uruguay 1937 an der Copa Lipton, 1940 an der Copa Rio Branco und 1941 an der Copa Hector Gomez teil.

### Erfolge
- Uruguayischer Meister: 1935, 1936, 1937, 1938, 1944

## Sonstiges
In der Stadt Libertad ist mit dem Estadio “Adelaido Camaití” ein Stadion nach ihm benannt.